# 日本における2019年コロナウイルス感染症の流行のタイムライン
日本における2019年コロナウイルス感染症の流行のタイムライン（にほんにおける2019ねんコロナウイルスかんせんしょうのりゅうこうのタイムライン）では、日本における新型コロナウイルス感染症（COVID-19）の流行について、時系列順に記述する。

## 概説
日本における新型コロナウイルス感染症 (COVID-19) の流行は、国内で蔓延しているウイルスのゲノム配列に基づいて、2つの波に分けることができる。国立感染症研究所の遺伝子研究から、第1波の変異株は、中国や東アジアの患者に流行している武漢型に由来すると特定されている。1月に中国からの旅行者や帰国者を介して日本に侵入し、3月には日本全国で多数の感染集団（クラスター）を発生させ、その後は消滅に向かっている。日本の医学的検診では、武漢から帰国した神奈川県在住者が1月16日に国内で初めての感染事例と確認された。2月5日から本格的な検疫が開始されたダイヤモンド・プリンセス号を基点とするウイルス株は、4月16日時点では検出されておらず、日本国内では既に終息したものと思われる。
第1波に続いて、フランス、イタリア、スウェーデン、イギリスの初期患者にさかのぼる欧州型の変異体に由来する第2波が発生した。日本の医学的検診では、3月11日から3月23日までの間に欧米からの旅行者や帰国者によって新たな流行が発生した可能性が高いと政府の専門家会議が結論づけた、3月26日に第2波が検出された。国立感染症研究所は、3月以降日本で流行しているウイルスの大半が欧州型であることを立証するデータを示した上で、積極的疫学調査による感染の発生源と濃厚接触者の特定が功を奏し、武漢型ウイルスの封じ込めには成功したものの、3月の行動制限の不十分さから、3月下旬から4月中旬にかけて欧州型ウイルスの輸入および国内での拡散を許したことが「強く示唆」されると結論づけている。4月上旬に地方で確認された大規模クラスターは、首都圏への出張が基点となっていたことが判明している。
欧州系統のウイルス株が全国規模で同時多発的に流行した後、欧州株から1、2塩基変異した、地域に固有のクラスターは5月下旬に少しずつ収束へ向かった。3月中旬から5月中旬に確認された症例報告数の増加は一旦落ち着いたことから、5月25日には全国に発出されていた緊急事態宣言がすべて解除され、6月19日には全国を対象とした県境を越える移動の自粛要請も全面的に解除された。しかし、6月上旬から感染者数が再び増加傾向に転じ、中旬以降、大都市および周辺地域において20代から30代の若い世代を中心に新規感染者数が再び増加しており、7月にかけて東京都を中心にクラスターの多発が確認された。それに並行して、7月上旬から地方でも検査陽性者数が増加した。6月中旬の段階で、欧州株（3月中旬）から比較して6塩基の変異を有するゲノム・クラスターが確認されており、これ以降、全国各地で確認されている陽性患者の多くは、ゲノム分子疫学上、このクラスターに集約されるものと見られている。6⽉19日から、十分な感染症対策を前提として部分的に経済活動が再開されているが、収束に⾄らなかった感染者群を起点とするクラスターが発⽣し、地⽅出張などが⼀つの要因になって東京⼀極では収まらずに全国各地へ拡散してしまった可能性が推察される。
その後、第2波が収束していない中で10月下旬頃から再び感染者が増加し、11月には第2波のピークを上回った。これは第3波とされており、観光等も原因になったとされている。11月18日には初めて1日の感染者が2,000人を超えたことが明らかとなった。
2023年3月13日(2年前)をもって、政府はマスクの着用を個人の判断に委ねるとした。少なくとも社会的な視点においては、この時点で流行は完了した。

## 2020年
日付は日本標準時 (JST) による。

### 第1波：中国・武漢発（1月から3月まで）

#### 第3週（1月13日–1月19日）
- 1月16日、武漢への渡航歴のある神奈川県在住の30代の中国籍の男性が1月3日に発熱し、1月6日に帰国した後、医療機関を受診し、1月10日から15日までの入院中に行われたPCR検査で陽性反応が出たことが報告された[12]。この男性は華南海鮮卸売市場を訪れてはいなかったが[12]、武漢滞在中に一緒に生活していた父親が肺炎を患っていたため、この父親から感染した可能性がある[13]。

#### 第4週（1月20日–1月26日）
- 1月24日、湖北省武漢市在住の訪日中国人旅行者の男性が国内2例目、東京都では初めての感染者と確認された[14]。
  - 同日、外務省は湖北省に対する感染症危険情報をレベル3（渡航中止勧告）に引き上げた[15]。
  - 同日、日本政府は湖北省武漢市に滞在している日本人のうち帰国希望者全員を、チャーター機を派遣して帰国させる方針を発表した[16]。
- 1月25日、同じく武漢からの訪日旅行者の女性が国内3例目の感染者と確認された[17]。
- 1月26日、同じく武漢からの訪日旅行者の男性2名が、国内4例目[18]、国内5例目[19]（愛知県では初[20]）の感染者と確認された。

#### 第5週（1月27日–2月2日）
- 1月28日、国内6例目[21]（国内の日本人の感染および奈良県の発生事例としては初[22]）、国内7例目[23]（北海道では初[24]）の感染者が確認され、その中には、武漢への渡航歴はなかったものの、1月前半に武漢からの団体旅行客を乗せたツアーバスの運転手を務めていた男性も含まれていた[21]。翌29日には、その団体ツアーのバスガイドの女性も陽性反応を示した（国内8例目[25]、大阪府では初[26]）。
  - 武漢に在留している日本人を帰国させるためのチャーター機は、武漢との間に定期便を結んでいる全日本空輸による運航で[27]、第1便が1月28日夜に羽田空港を出発[28]、同日深夜に武漢空港に到着し[29]、翌日午前6時ごろに帰国希望者を乗せて武漢空港を出発[30]、午前8時40分ごろに羽田空港に到着した[31]。
- 1月30日、前日の政府チャーター機（第1便）で武漢から帰国した日本人3名の感染が確認され、うち2名は無症状病原体保有者であった[32]。
  - 29日午後10時ごろに羽田空港を出発し、武漢へ派遣されたチャーター機の第2便が、30日午前8時50分ごろ羽田空港に到着した[33]。
  - 同日、武漢に滞在歴のある外国籍の男性が三重県で初めての感染者と確認され[34]、京都府でも武漢に滞在歴のある中国籍の女性が初めての感染者と確認された[35]。
  - この日、日本の累計感染者数が10人を超えた[32]。
- 1月31日、午前7時45分ごろに武漢空港を出発したチャーター機の第3便が午前10時20分ごろ羽田空港に到着した[36]。同日、中国人向けツアーのバスガイドをしていた女性が千葉県で初めての感染者と確認された[37]。

- 2月1日午前0時より、出入国管理法5条1項14号に基づき、2週間以内に湖北省に滞在歴のある外国人および湖北省が発行したパスポートを所持する外国人の日本への入国が原則拒否されることになった[38][39]。
  - この新型コロナウイルスによる感染症を感染症法6条8項に基づく「指定感染症」に指定する日本政府の方針が1月27日に発表され[40]、翌28日に閣議決定された政令が[41]、2月1日に施行された[38]。これにより、法律に基づくサーベイランスと積極的疫学調査（接触者調査）が可能となり、感染者や濃厚接触者の把握が容易になった[41][42]。同時に検疫法2条3項に基づく「検疫感染症」にも指定されることになり、全国の主要な港および空港における検疫で、感染が疑われる者に対して質問、診察・検査を、船舶・航空機に対して消毒等を行うことが可能となった[41][42]。
  - 同日、東アジア各地を巡っていたクルーズ客船「ダイヤモンド・プリンセス号」から1月25日に香港で下船した乗客が新型コロナウイルス検査の結果、陽性であることが確認された[43]。この乗客の陽性が判明した時点で、ダイヤモンド・プリンセス号は沖縄県の那覇港に寄港していた[44]。
  - 同日、前日の政府チャーター機（第3便）で帰国し、埼玉県にある国立保健医療科学院に滞在していた1名の感染が確認され[45]、同県で初めての感染事例となった。

#### 第6週（2月3日–2月9日）
この週の国立感染症研究所への症例報告数は13例（疑い例を含む）。
- 2月3日、ダイヤモンド・プリンセス号は神奈川県の横浜港に帰港したが、日本政府から乗員乗客の下船許可が下りず、同日から2日間、船内で検疫官による全員の健康診断と有症状者およびその濃厚接触者のウイルス検査のための検体採取が実施された[43]。
- 2月5日、ダイヤモンド・プリンセス号における検査の結果、新型コロナウイルス陽性者が複数確認されたため、同日午前7時より14日間の検疫が開始された[43]。
- 2月7日午前0時より、香港を出発したクルーズ船「ウエステルダム号」の日本への入港拒否が新たに実施されることになった[47]。
  - 同日午前10時10分ごろ[48]、チャーター機の第4便が羽田空港に到着した[49]。

#### 第7週（2月10日–2月16日）
この週の国立感染症研究所への症例報告数は54例（疑い例を含む）。
- 2月13日午前0時より、それまで湖北省を対象に実施されていた日本への入国拒否と同様の措置が、新たに浙江省に対しても拡大して実施されることになった[51][52]。
  - 同日、和歌山県の病院に勤務する男性医師が同県で初めての感染者と確認されたが[53]、中国との関連が確認できなかったため[53]、感染経路が追えない「見えない感染」が国内で拡大している可能性があることが、専門家により示唆された[54]。
  - 同日、COVID-19を罹患した神奈川県の80代女性の死亡が確認され[55]、日本国内で初めてのCOVID-19による死亡事例となった[56]。
- 2月14日、新型コロナウイルス感染症 (COVID-19)を「検疫法第34条の感染症の種類」に指定する政令が施行された[57] ことにより、検疫を受けた患者等の隔離・停留が可能となった[58]。
  - 同日、ダイヤモンド・プリンセス号が1日に那覇港に寄港した際に下船した乗客と接触があったタクシー運転手が沖縄県で初めての感染者と確認された[59]。

#### 第8週（2月17日–2月23日）
この週の国立感染症研究所への症例報告数は80例（疑い例を含む）。
- 2月17日、チャーター機の第5便が午前6時50分、羽田空港に到着した[61]。チャーター機による在留邦人帰国希望者退避作戦[62] は第5便をもって完了した[61]。
- 2月19日、ダイヤモンド・プリンセス号の検疫期間が終了し、検査の結果が陰性で陽性が確認されなかった乗客の下船が開始された[63]。
- 2月20日、最近の海外渡航歴のない60代の夫婦が福岡県および九州で初めての感染者と確認された[64]。
- 2月21日、2月中旬に東京都へ出張した県職員の男性が石川県で初めての感染者と確認された[65]。
  - 同日、熊本県内の病院に勤務する女性看護師[66] が同県で初めての感染者と確認された[67]。
  - この日、日本国内の累計感染者数が100人を超えた[68]。
- 2月22日、検査で陰性が確認されて19日にダイヤモンド・プリンセス号を下船した女性がCOVID-19を発症し、栃木県で初めての感染者と確認された[69]。

#### 第9週（2月24日–3月1日）
この週の国立感染症研究所への症例報告数は90例（疑い例を含む）。
- 2月25日、厚生労働省の新型コロナウイルス感染症対策本部にクラスター対策班が発足した[71]。
  - 同日、2月中旬に出張で北海道と東京都に滞在していた会社役員の男性が長野県で初めての感染者と確認された[72]。
  - 同日、徳島県でも、検査で陰性が確認されてダイヤモンド・プリンセス号を下船した女性が再検査の結果、四国としても初めての感染者と確認された[73]。
- 2月26日、感染経路や接触者の不明な男性が岐阜県で初めての感染者と確認された[74]。
- 2月27日午前0時より、2週間以内に韓国の大邱市と慶尚北道清道郡に滞在歴のある外国人の日本への入国拒否が新たに実施されることになった[75][76]。
  - 同日、内閣総理大臣より、3月2日から春休みまで国公私立を問わず全国の小学校・中学校・高等学校・特別支援学校の一斉臨時休校を要請する方針が示され[77]、3月16日時点までには、ほぼすべての学校が休校要請に応じた[78]。
- 2月28日、検査で陰性が確認されて20日にダイヤモンド・プリンセス号を下船した男性が再検査の結果、静岡県で初めての感染者と確認された[79]。
- 2月29日、検査で陰性が確認されて20日にダイヤモンド・プリンセス号を下船した男性が再検査の結果、宮城県および東北地方で初めての感染者と確認された[80]。
  - 同日、2月15日に大阪市のライブハウスを訪れた[81]高知県の看護師の女性が同県で初めての感染者と確認された[80]。
  - 同日、母親の介護のため東京から新潟に帰省した男性が新潟県で初めての感染者と確認された[80]。

- 3月1日、大阪市内で勤務する会社員の男性が兵庫県で初めての感染者と確認された[82]。

#### 第10週（3月2日–3月8日）
この週の国立感染症研究所への症例報告数は197例（疑い例を含む）。
- 3月2日、2月29日に感染が確認された高知県の女性と一緒に2月15日に大阪市のライブハウスを訪れた友人の銀行員の女性が愛媛県で初めての感染者と確認された[84]。
- 3月3日、接客業の女性が大分県で初めての感染者と確認された[85]。
- 3月4日、営業職で九州各地へ出張した会社員の男性が山口県および中国地方で初めての感染者と確認された[86]。
  - 同日、妻と共に2月26日までアメリカ合衆国に滞在した70代の男性が宮崎県で初めての感染者と確認された[87]。
- 3月5日、海外への渡航歴のない60代の男性が滋賀県で初めての感染者と確認された[88]。
- 3月6日、ダイヤモンド・プリンセス号に乗船歴のある60代の男性が秋田県で初めての感染者と確認された[89]。
  - 同日、60代の会社員の男性が山梨県で初めての感染者と確認された[90]。
- 3月7日午前0時より、2週間以内に韓国・慶尚北道の慶山市、安東市、永川市、漆谷郡、義城郡、星州郡、軍威郡、およびイランのゴム州、テヘラン州、ギーラーン州に滞在歴のある外国人の日本への入国拒否が新たに実施されることになった[91][92]。
  - 同日、30代の自営業の男性が広島県で初めての感染者と確認された[93]。
  - 同日、40代の保育士の女性が群馬県で初めての感染者と確認された[94]。
  - 同日、ダイヤモンド・プリンセス号に乗船歴のある70代の男性が福島県で初めての感染者と確認された[95]。

#### 第11週（3月9日–3月15日）
この週の国立感染症研究所への症例報告数は264例（疑い例を含む）。
- 3月9日より、中国（香港とマカオを含む）および韓国からの入国者に、指定の場所で2週間待機した上、公共交通機関の利用を控えるよう要請することが閣議決定された[92]。
- 3月11日午前0時より、2週間以内にイランのアルボルズ州、エスファハーン州、ガズヴィーン州、ゴレスターン州、セムナーン州、マーザンダラーン州、マルキャズィー州およびロレスターン州、イタリアのヴェネト州、エミリア＝ロマーニャ州、ピエモンテ州、マルケ州およびロンバルディア州、サンマリノの全域に滞在歴のある外国人の日本への入国拒否が新たに実施されることになった[97]。
- 3月13日、改正新型インフルエンザ等対策特別措置法（以下、新型コロナ特措法）が成立し、同法が新型コロナウイルス感染症 (COVID-19) にも適用されることになった[98]。
  - 同日、2月末から3月初めにかけて友人らとフランスを旅行した大学生が佐賀県で初めての感染者と確認された[99]。
- 3月14日、京都府から壱岐市に転入してきた自営業の男性が長崎県で初めての感染者と確認された[100]。北海道、本州、四国、九州、沖縄本島以外の離島で感染が確認されたのは初めてとみられる[100]。

#### 第12週（3月16日–3月22日）
この週の国立感染症研究所への症例報告数は264例（疑い例を含む）。
- 3月17日、2月28日に出張先であるイタリアのトスカーナ州から帰国した会社員の男性が茨城県で初めての感染者と確認された[102]。
  - 同日、観光で大阪府、兵庫県、京都府を訪れていた50代の男性が香川県で初めての感染者と確認された[103]。
- 3月18日、3月上旬に東京での滞在歴のある会社役員の男性が福井県で初めての感染者と確認された[104]。
- 3月19日午前0時より、2週間以内にイタリアのヴァッレ・ダオスタ州、トレンティーノ＝アルト・アディジェ州、フリウリ＝ヴェネツィア・ジュリア州およびリグーリア州、スイスのティチーノ州およびバーゼル＝シュタット準州、スペインのナバラ州、バスク州、マドリード州およびラ・リオハ州、アイスランドの全域に滞在歴のある外国人の日本への入国拒否が新たに実施されることになった[105]。
- 3月21日、ダイヤモンド・プリンセス号の感染者を除く日本国内の累計感染者数が1000人を超えた[106]。
- 3月22日、9日から15日にかけてスペインを観光で訪れていた60代の女性が岡山県で初めての感染者と確認された[107]。

### 第2波：欧州発（3月から6月まで）

#### 第13週（3月23日–3月29日）
この週の国立感染症研究所への症例報告数は730例（疑い例を含む）。
- 3月23日、70代の会社経営者の男性とその妻が青森県で初めての感染者と確認された[109]。男性は9日から15日にかけてスペインを観光で訪れており、帰国後に妻に感染した可能性が高いとみられている[109]。
- 3月24日、COVID-19の世界的な流行への配慮から、国際オリンピック委員会 (IOC) と東京2020大会組織委員会は、2020年の東京オリンピックおよびパラリンピックの開催を1年程度延期することを発表した[110]。
- 3月26日、イギリス在住の会社役員の女性が23日に日本に帰国後、鹿児島県で初めての感染者と確認された[111]。
- 3月27日午前0時より、2週間以内にアイルランド、アンドラ、イタリア、エストニア、オーストリア、オランダ、スイス、スウェーデン、スペイン、スロベニア、デンマーク、ドイツ、ノルウェー、バチカン、フランス、ベルギー、ポルトガル、マルタ、モナコ、リヒテンシュタイン、ルクセンブルクおよびイランの全域に滞在歴のある外国人の日本への入国拒否が新たに実施されることになった[112]。上陸拒否の対象地域はこれで合わせて26か国となる[112]。

#### 第14週（3月30日–4月5日）
この週の国立感染症研究所への症例報告数は1,710例（疑い例を含む）。
- 3月30日、3月にヨーロッパを旅行した学生も出席していた、京都市内の大学のゼミの卒業祝賀会に参加した大学生が富山県で初めての感染者と確認された[114]。
- 3月31日、山形県内の自動車教習所に運転免許合宿で訪れていた神奈川県の女性が同県で初めての感染者と確認された[115]。

- 4月3日午前0時より、2週間以内にインドネシア、シンガポール、タイ、大韓民国、台湾、中華人民共和国、フィリピン、ブルネイ、ベトナム、マレーシア、オーストラリア、ニュージーランド、アメリカ合衆国、カナダ、エクアドル、チリ、ドミニカ国、パナマ、ブラジル、ボリビア、アルバニア、アルメニア、イギリス、北マケドニア、キプロス、ギリシャ、クロアチア、コソボ、スロバキア、セルビア、チェコ、ハンガリー、フィンランド、ブルガリア、ポーランド、ボスニア・ヘルツェゴビナ、モルドバ、モンテネグロ、ラトビア、リトアニア、ルーマニア、イスラエル、トルコ、バーレーン、エジプト、コートジボワール、コンゴ民主共和国、モーリシャス、モロッコの全域に滞在歴のある外国人の日本への入国拒否が新たに実施されることになった[116]。上陸拒否の対象地域はこれで合わせて73の国・地域となる[116]。
- 4月5日、日本国内の累計死亡者数が100人を超えた[117]。同日、東京都の累計感染者数が1000人を超えた[117]。

#### 第15週（4月6日–4月12日）
この週の国立感染症研究所への症例報告数は3,044例（疑い例を含む）。
- 4月7日、日本政府は新型コロナ特措法32条に基づき、7都府県（埼玉県、千葉県、東京都、神奈川県、大阪府、兵庫県、福岡県）を対象に、4月7日から5月6日までの1か月間に期間を限って「緊急事態宣言」を発出した[119]。
- 4月9日、島根県内の高校に通う女子生徒が同県で初めての感染者と確認された[120]。同日、国内の累計感染者数が5,000人を超えた[121]。
- 4月10日、3月下旬に美術館の企画展に参加する予定だった複数国籍の外国人彫刻家らの世話をした60代の男性が鳥取県で初めての感染者と確認された[122]。

#### 第16週（4月13日–4月19日）
この週の国立感染症研究所への症例報告数は2,913例（疑い例を含む）。
- 4月16日、日本政府は同月7日に発出した緊急事態宣言の対象地域を全都道府県に拡大した[124]。また、感染の拡大が特に深刻で重点的な感染拡大防止策が求められる13都道府県（北海道、茨城県、埼玉県、千葉県、東京都、神奈川県、石川県、岐阜県、愛知県、京都府、大阪府、兵庫県、福岡県）を「特定警戒都道府県」に位置づけた[125]。
- 4月18日、国内の累計感染者数が1万人を超えた[121]。

#### 第17週（4月20日–4月26日）
この週の国立感染症研究所への症例報告数は1,965例（疑い例を含む）。
- 4月20日、長崎県の長崎港に停泊中のクルーズ船「コスタ・アトランチカ号」の乗員1人が新型コロナウイルスに感染したことが確認された[127]。

#### 第18週（4月27日–5月3日）
この週の国立感染症研究所への症例報告数は1,218例（疑い例を含む）。
- 4月29日午前0時より、2週間以内にアンティグア・バーブーダ、セントクリストファー・ネイビス、ドミニカ共和国、バルバドス、ペルー、ウクライナ、ベラルーシ、ロシア、アラブ首長国連邦、オマーン、カタール、クウェート、サウジアラビア、ジブチの全域に滞在歴のある外国人の日本への入国拒否が新たに実施されることになった[129]。上陸拒否の対象地域はこれで合わせて87の国・地域となる[129]。

- 5月2日、日本国内の累計死亡者数が500人を超えた[130]。

#### 第19週（5月4日–5月10日）
この週の国立感染症研究所への症例報告数は507例（疑い例を含む）。
- 5月4日、日本政府は全国を対象に発出中の緊急事態宣言の期間を5月31日まで延長することを発表した[131][132]。

#### 第20週（5月11日–5月17日）
この週の国立感染症研究所への症例報告数は230例（疑い例を含む）。
- 5月14日、日本政府は「特定警戒都道府県」に指定されている13都道府県のうち、茨城、石川、岐阜、愛知、福岡の5県と、「特定警戒都道府県」でない34県の合わせて39県について、緊急事態宣言を解除することを決定した[134]。同日、東京都の累計感染者数が5,000人を超えた[135]。
- 5月16日午前0時より、2週間以内にモルディブ、ウルグアイ、コロンビア、バハマ、ホンジュラス、メキシコ、アゼルバイジャン、カザフスタン、カーボベルデ、ガボン、ギニアビサウ、サントメ・プリンシペ、赤道ギニアの全域に滞在歴のある外国人の日本への入国拒否が新たに実施されることになった[136]。上陸拒否の対象地域はこれで合わせて100の国・地域となる[136]。

#### 第21週（5月18日–5月24日）
この週の国立感染症研究所への症例報告数は154例（疑い例を含む）。
- 5月21日、日本政府は「特定警戒都道府県」として緊急事態宣言を継続していた8都道府県のうち、京都、大阪、兵庫の関西2府1県について、緊急事態宣言を解除することを決定した[138]。

#### 第22週（5月25日–5月31日）
この週の国立感染症研究所への症例報告数は297例（疑い例を含む）。
- 5月25日、日本政府は「特定警戒都道府県」として緊急事態宣言を継続していた、北海道および首都圏の1都3県（埼玉、千葉、東京、神奈川）の緊急事態宣言を解除すると発表した[140]。これにより、4月7日に最初の緊急事態宣言が発出されて以来、約1か月半ぶりに宣言が全面解除されたことになる[140]。
- 5月27日午前0時より、2週間以内にインド、パキスタン、バングラデシュ、アルゼンチン、エルサルバドル、キルギス、タジキスタン、アフガニスタン、ガーナ、ギニア、南アフリカ共和国に滞在歴のある外国人の日本への入国拒否が新たに実施されることになった[141]。上陸拒否の対象地域はこれで合わせて111の国・地域となる[141]。

#### 第23週（6月1日–6月7日）
この週の国立感染症研究所への症例報告数は326例（疑い例を含む）。

### 第3波（6月以降）

#### 第24週（6月8日–6月14日）
この週の国立感染症研究所への症例報告数は487例（疑い例を含む）。

#### 第25週（6月15日–6月21日）
この週の国立感染症研究所への症例報告数は329例（疑い例を含む）。
- 6月19日より、首都圏の1都3県や北海道との間の往来を含め、都道府県をまたぐ移動の自粛を全国的に緩和する方針が示された[145]。
  - 同日、厚生労働省はスマートフォンのBluetooth機能を利用した新型コロナウイルス接触確認アプリ「COCOA」を公開した[146]。

#### 第26週（6月22日–6月28日）
この週の国立感染症研究所への症例報告数は494例（疑い例を含む）。

#### 第27週（6月29日–7月5日）
この週の国立感染症研究所への症例報告数は988例（疑い例を含む）。
- 7月1日午前0時より、2週間以内にガイアナ、キューバ、グアテマラ、グレナダ、コスタリカ、ジャマイカ、セントビンセント・グレナディーン、ニカラグア、ハイチ、ジョージア、イラク、レバノン、アルジェリア、エスワティニ、カメルーン、セネガル、中央アフリカ、モーリタニアに滞在歴のある外国人の日本への入国拒否が新たに実施されることになった[149]。上陸拒否の対象地域はこれで合わせて129の国・地域となる[149]。

#### 第28週（7月6日–7月12日）
この週の国立感染症研究所への症例報告数は1,560例（疑い例を含む）。
- 7月7日、ダイヤモンド・プリンセス号の感染者を除く日本国内の累計感染者数が2万人を超えた[151]。

#### 第29週（7月13日–7月19日）
この週の国立感染症研究所への症例報告数は2,291例（疑い例を含む）。

#### 第30週（7月20日–7月26日）
- 7月20日、クルーズ船と空港検疫を含む日本国内の累計死亡者数が1000人を超えた[153]。
- 7月24日午前0時より、2週間以内にネパール、スリナム、パラグアイ、ベネズエラ、ウズベキスタン、パレスチナ、ケニア、コモロ、コンゴ、シエラレオネ、スーダン、ソマリア、ナミビア、ボツワナ、マダガスカル、リビア、リベリアに滞在歴のある外国人の日本への入国拒否が新たに実施されることになった[154]。上陸拒否の対象地域はこれで合わせて146の国・地域となる[154]。

#### 第31週（7月27日–8月2日）
- 7月29日、これまで唯一感染者が確認されていなかった岩手県で初の感染者が確認され、47都道府県すべてで感染者が確認された[155]。また、全国で初めて1日で1,000人以上の感染者が確認された[156]。

#### 第32週（8月3日–8月9日）
- この頃の感染者数は、九州や沖縄で特に顕著に増加した。沖縄県は7月15〜21日の1週間では1日平均1人だったが、7月29〜8月4日の1週間には1日平均58人と増加し、熊本県は同期間に1人未満から21人へ増加した。全国合計が2.4倍に増加したのと比較して急激に拡大している[157]。

## 2021年

### 1月
- 2021年1月7日 - 埼玉県、千葉県、東京都、神奈川県の4都県に対し1月8日から2月7日までの緊急事態宣言を発令[158]。
- 1月14日 - 大阪府、京都府、栃木県、岐阜県、愛知県、兵庫県、福岡県に緊急事態宣言の対象地域に追加された[159]。

### 2月
- 2月2日 - 緊急事態宣言を栃木県を除き3月7日までの延長を決定[160]。
- 2月28日 - 京都府、大阪府、岐阜県、愛知県、兵庫県、福岡県の緊急事態宣言をこの日で先行解除した[161]。

### 3月
- 3月5日 - 東京都、埼玉県、千葉県、神奈川県に発令している緊急事態宣言を3月21日まで延長することを決定した[162]。
- 3月22日 - この日の午前0時をもって東京都、埼玉県、千葉県に発令されている緊急事態宣言が解除された[163]。
- 下旬には感染の再拡大の傾向が現れた。3月の2日には1,000人を切ったが、28日時点では1,713人まで増加しており、34都府県で前週よりも増加した。2月末までの緊急事態宣言で感染者が減少していた関西などでは、感染が再拡大（リバウンド）した[164]。29日には大阪府の吉村知事、沖縄県の玉城知事が「第4波に入った」との認識を示した[165]。

### 4月
- 4月5日 - 大阪府大阪市、兵庫県神戸市・西宮市・尼崎市、宮城県仙台市に5月5日までに蔓延防止等重点措置を発令した[166]。
- 4月10日 - 国内の累計感染者数が500,000人を超えた[167]。
- 4月11日 - 大阪府の累計感染者数が60,000人を超えた[168]。
- 4月12日 - 沖縄県沖縄市・浦添市・那覇市・豊見城市・糸満市・南城市・うるま市・名護市、京都府京都市に5月5日まで、東京都23区・武蔵野市・府中市・調布市・立川市・八王子市・町田市に5月11日までの蔓延防止等重点措置を発令した[169]。
- 4月20日 - 埼玉県さいたま市・川口市、千葉県市川市・松戸市・船橋市・柏市・浦安市、神奈川県横浜市・川崎市・相模原市、愛知県名古屋市に5月11日までのまん延防止等重点措置を追加適用した[170]。
- 4月22日 - 兵庫県は、まん延防止等重点措置の対象に、伊丹市・宝塚市・川西市・三田市・明石市・猪名川町の計6市町を追加適用した[171]。
- 4月24日 - 沖縄県は、まん延防止等重点措置の対象地域に、宮古島市を追加適用した[172]。
- 4月25日 - 東京都・大阪府・京都府・兵庫県に緊急事態宣言が発令された[173]。同日、まん延防止等重点措置を愛媛県松山市に追加適用した[174]。全てのまん延防止等重点措置の期限を5月11日まで延長した[175]。
- 4月28日 - 神奈川県は、鎌倉市・厚木市・大和市・海老名市・座間市・綾瀬市を[176]、埼玉県は、川越市・所沢市・草加市・越谷市・蕨市・戸田市・朝霞市・志木市・和光市・新座市・富士見市・ふじみ野市・三芳町を[177]、千葉県は、千葉市・習志野市・八千代市・鎌ケ谷市・野田市・流山市・我孫子市を[178]、まん延防止等重点措置の対象に追加した。

### 5月
- 5月1日 - 沖縄県はまん延防止等重点措置の対象地域に北谷町・西原町・与那原町・南風原町・八重瀬町を追加した[179]。
- 5月2日 - この日時点重症者数が1,050人となり、過去最多になった。これ以よりの最多は「第3波」の1月27日時点の1,043人であった[180]。
- 5月8日 - 全国の感染者の発表は7,251人となった。7,000人を超えたのは1月16日以来である。北海道・愛知・岡山・広島・福岡などの15道県で過去最多の発表が相次いだ[181]。
- 5月7日 - 政府は緊急事態宣言の期限を5月31日まで延長することを決定した[182]。同日、まん延防止等重点措置の期限も宮城県を除き5月31日まで延長した[182]。
- 5月9日 - 政府はまん延防止等重点措置を北海道札幌市に[183]、岐阜県の岐阜市・大垣市・多治見市・関市・美濃加茂市・土岐市・各務原市・可児市・瑞穂市・中津川市・羽島市・本巣市・岐南町・笠松町・北方町・養老町に[184]、三重県桑名市・いなべ市・四日市市・鈴鹿市・亀山市・伊賀市・名張市・木曽岬町・東員町・菰野町・朝日町・川越町に[185]、5月31日までのまん延防止等重点措置が発令した[182]。
- 5月12日 - 政府は、緊急事態宣言の対象地域に愛知県と福岡県を5月31日を期限として追加した[182]。同日、神奈川県は横須賀市・藤沢市・茅ヶ崎市・逗子市・三浦市・伊勢原市・葉山町・寒川町を5月31日までのまん延防止等重点措置の対象に追加した[186]。
- 5月16日 - 政府は緊急事態宣言の対象地域に5月31日までの期限で北海道と広島県、岡山県を追加した[187]。同日、政府はまん延防止等重点措置の対象地域に6月13日までの期限で群馬県前橋市・高崎市・伊勢崎市・太田市・沼田市・渋川市・藤岡市・富岡市・安中市・玉村町[188]、石川県金沢市[189]、熊本県熊本市[190] が追加された[187]。
- 5月23日 - この日、政府は、6月20日までの期限で沖縄県に緊急事態宣言を発令した[191]。
- 5月28日 - 政府は、緊急事態宣言の期限を6月20日まで延長することを決定した[192]。同日、政府は、まん延防止等重点措置の期限を群馬県・石川県・熊本県を除き6月20日に延長した[192]。

### 6月
- 6月1日 - 神奈川県はまん延防止等重点措置の対象地域に小田原市・平塚市・秦野市を6月20日までの期限で追加した[193]。
- 6月5日 - 岐阜県はまん延防止等重点措置の対象地域に八百津町を6月20日までの期限で追加した[194]。
- 6月13日 - この日の0時をもって群馬県、石川県、熊本県のまん延防止等重点措置を解除した[195]。
- 6月16日 - 島根県内で初めて死者が確認され、これにより全都道府県で死者が確認されたことになる[196]。
- 6月17日 - 政府は沖縄県の緊急事態宣言の期限を7月11日まで延長することを決定した[197]。
- 6月20日 - この日の0時をもって沖縄県を除き緊急事態宣言を解除した[197]。同日、千葉県は、野田市・流山市・我孫子市・鎌ケ谷市・八千代市・柏市のまん延防止等重点措置を解除した[198]。
- 6月21日 - 政府はまん延防止等重点措置を北海道札幌市[199]、東京都の23区及び檜原村、奥多摩町を除く多摩地域の市町[200]、愛知県名古屋市・豊橋市・岡崎市・半田市・春日井市・津島市・刈谷市・犬山市・小牧市・高浜市・清須市・豊山町・大口町・大治町[201]、京都府京都市[202]、大阪府の全ての市[203]、兵庫県神戸市・尼崎市・西宮市・芦屋市・伊丹市・宝塚市・川西市・三田市・猪名川町・明石市・加古川市・高砂市・稲美町・播磨町・姫路市[204]、福岡県福岡市・久留米市・北九州市に[205]、7月11日の期限で適用した[206]。同日、千葉県は市原市・袖ケ浦市・木更津市・君津市・富津市をまん延防止等重点措置に追加した[198]。

### 8月
- 8月13日 - 厚生労働省は重症者の人数が1,478人であると発表した。これまでで最も多かった2021年5月26日の1,413人を上回り、過去最多となった[207]。

## データ
2022年3月時点の感染者数など。
| 日本国内     | 感染者数       | 重症    | 退院            | 死亡        |
| ------------ | -------------- | ------- | --------------- | ----------- |
| 日本国内     | 597万5406人    | 1,090人 | 534万4759人     | 2万6799人   |
| クルーズ船   | 712人          | ０人    | 699人           | 13人        |
| 世界各国累計 | 4億6165万509人 | - - - - | - - - - - - - - | 605万1363人 |